# Cantó de Flogny-la-Chapelle
El cantó de Flogny-la-Chapelle és un cantó francès del departament del Yonne, situat al districte d'Avallon. Té 14 municipis i el cap és Flogny-la-Chapelle.

## Municipis
- Bernouil
- Beugnon
- Butteaux
- Carisey
- Dyé
- Flogny-la-Chapelle
- Lasson
- Neuvy-Sautour
- Percey
- Roffey
- Sormery
- Soumaintrain
- Tronchoy
- Villiers-Vineux

## Història
| Data d'elecció                           | Identitat            | Partit                     | Qualitat |
| ---------------------------------------- | -------------------- | -------------------------- | -------- |
| 1945-1949                                | M. Camus             | SFIO                       |          |
| 1949-1979                                | Georges Barillon     | RI, després UDF            |          |
| 1979-1998                                | René Hutin           | RPR                        |          |
| 1998-                                    | Marie-Laure Capitain | Divers droite, després UMP |          |
| les dades anteriors no són pas conegudes |                      |                            |          |
|                                          |                      |                            |          |

## Demografia
| A partir de 1990: Població sense dobles comptes |